# 가디언즈4
가디언즈4(ガーディアンズ4)는 헬로! 프로젝트에 소속한 여성 아이돌 그룹이다.

## 개요
- TV 도쿄 계열의 TV 애니메이션인「캐릭캐릭 체인지」의 2008년 10월부터 새로운 시리즈「수호 캐릭터!! 두근」의 오프닝 테마곡을 담당하기 위해 결성된 유닛이다.
- 멤버는, 유학중인미츠이 아이카, 개인활동중인쿠마이 유리나와 개인활동중인스가야 리사코, 개인활동중인나카지마 사키를 각각 4명이 선발되었다. 미츠이와 나카지마는 아테나&로비케로츠에 이어 참가했다.
- Buono!와 같이 소속 라벨이 포니 캐년이라는 점, 프로듀서가 층쿠가 아니라는 점, 악곡 제작진이 층쿠와 관련되지 않은 외부 제작진에 의한 제작이라하는 점 등으로 헬로! 프로젝트 내에서는 예외적인 유닛이다.

## 멤버
- 미츠이 아이카(모닝구무스메OG)
- 쿠마이 유리나(헬로! 프로젝트OG/개인활동중)
- 스가야 리사코(헬로! 프로젝트OG/애기엄마)
- 나카지마 사키(헬로! 프로젝트OG/개인활동중)

## 활동
2009년
- 3월 - 나카요시 내에서, 4월부터 「수호 캐릭터!! 두근」의 오프닝 테마곡을 담당하는 것이 발표된다.
- 4월 3일 - 공식 사이트에서 유닛 결성이 발표되었다.[1]
- 5월 27일 - 데뷔 싱글「맡겨줘♪가디언」을 발매.

2010년
- 3월 27일 - 애니메이션「캐릭캐릭 체인지 시리즈」의 방송이 종료했기 때문에, 사실상 활동 휴지가 된다.

## 디스코 그래피

### 싱글
1. 맡겨줘♪가디언(おまかせ♪ガーディアン) (2009년 5월 27일 발매, TV 애니메이션《수호 캐릭터!! 두근》오프닝 테마)
  - 커플링：맡겨줘♪가디언(슈고캬라에그! Version)(おまかせ♪ガーディアン(しゅごキャラエッグ! Version)) / Summer Has Come!
2. 스쿨 데이즈(School Days) (2009년 9월 2일 발매, TV 애니메이션《수호 캐릭터!! 두근》오프닝 테마)
  - 커플링：스쿨 데이즈(슈고캬라에그! Version)(School Days(しゅごキャラエッグ! Version)) / 언젠가 어디선가。(いつかどこかで。)
3. 파티 타임(PARTY TIME) (2009년 11월 18일 발매, TV 애니메이션《수호 캐릭터 파티!》오프닝 테마)
  - 「나의 달걀 (わたしのたまご)」(슈고캬라에그!)과 양 A면 싱글.
4. 고잉 온!(Going On!) (2010년 1월 20일 발매, TV 애니메이션《수호 캐릭터 파티!》오프닝 테마)
  - 「고마워~커다란 감사 (ありがとう～大きくカンシャ)」(슈고캬라에그!)과 양 A면 싱글.

### 싱글V
1. 싱글V〈맡겨줘♪가디언(おまかせ♪ガーディアン)〉(2009년 6월 10일 발매)
2. 싱글V〈스쿨 데이즈(School Days)〉(2009년 9월 16일 발매)
3. 싱글V〈파티 타임(PARTY TIME)〉(2009년 12월 2일 발매)
4. 싱글V〈고잉 온!(Going On!)〉(2010년 2월 3일 발매)

## 콘서트/이벤트

### 이벤트
- 1st 싱글「맡겨줘♪가디언」릴리즈 이벤트
- 2nd 싱글「스쿨 데이즈」릴리즈 이벤트
- 3rd 싱글「파티 타임/나의 달걀」릴리즈 이벤트
- 4th 싱글「고잉 온!」릴리즈 이벤트